# Sebastián Simonet

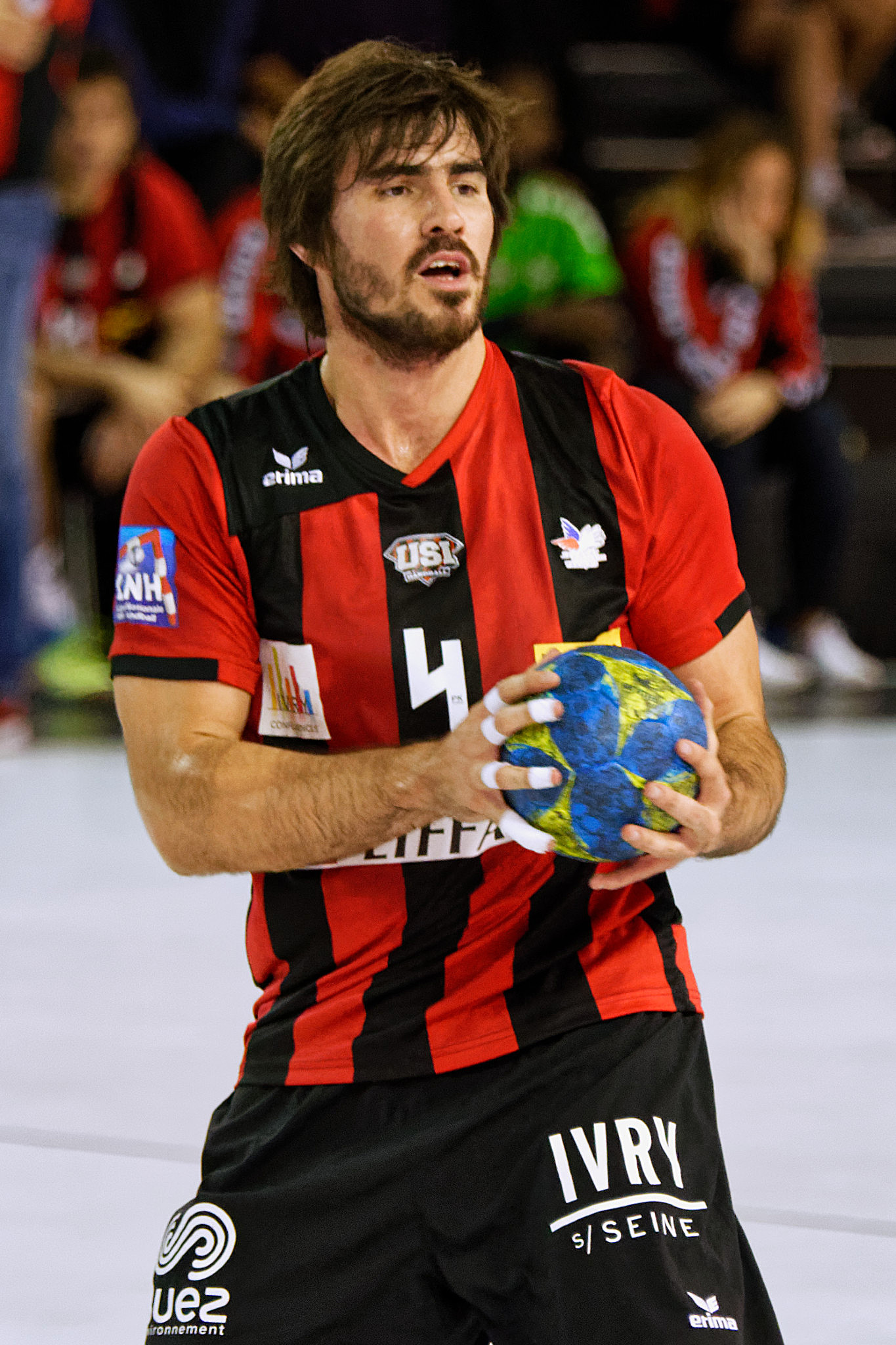
Sebastián Simonet (2015)

Sebastián Simonet (* 12. Mai 1986 in Buenos Aires, Argentinien) ist ein argentinischer Handballspieler.

## Karriere
Der 1,90 m große Spielmacher begann seine Karriere bei Sociedad Alemana de Gimnasia de Villa Ballester, ehe er 2005 in die spanische Liga Asobal zu Juventud Deportiva Arrate und ein Jahr darauf zum CB Torrevieja wechselte. 2011 unterschrieb er einen Vertrag beim französischen Erstligisten US Ivry HB. Ab dem Sommer 2016 lief er für den spanischen Erstligisten Ademar León auf. Nach drei Jahren kehrte er in seine Heimat zurück. Zunächst spielte er kurz bei Alta Gracia Handball, um sich dann seinem Heimatverein SAG Villa Ballester anzuschließen.
Mit der argentinischen Nationalmannschaft nahm er an den Olympischen Spielen 2012, den Olympischen Spielen 2016, an den Olympischen Spielen 2020, den Weltmeisterschaften 2009, 2011 und 2013 teil und gewann die Panamerikameisterschaft 2012 und die Panamerikanischen Spiele 2011. Bei der Panamerikameisterschaft 2014 gewann er die Goldmedaille. Bisher bestritt er 195 Länderspiele, in denen er 412 Tore erzielte.
Bei der Weltmeisterschaft 2013 und den Olympischen Spielen in Tokio stand er gemeinsam mit seinen jüngeren Brüdern Diego Simonet und Pablo Simonet auf dem Feld.